# Roy Brown
Roy Brown (New Orleans, 10 september 1925 - San Fernando, 25 mei 1981) was een Amerikaanse blueszanger en wegbereider van de rock-'n-roll.

## Jeugd
Roy Brown werd in 1925 geboren in New Orleans en kwam als kind naar Eunice, waar hij in 1938 een gospelkwartet formeerde. In 1942 ging hij naar Los Angeles en verdiende zijn onderhoud als bokser. In 1945 won hij een zangconcours. Daarna probeerde hij zich boven water te houden als zanger in de stijl van Bing Crosby.

## Carrière
In 1946 nam hij het nummer Deep Sea Diver op voor het Gold Star-label, dat echter de hitlijst niet haalde. In hetzelfde jaar schreef Brown Jump Blues Rocking Tonight. Hij keerde terug naar New Orleans en bood het nummer aan bij de populaire blueszanger Wynonie Harris, die het echter afwees. In 1947 nam Brown het nummer uiteindelijk zelf op in de J&M-studios van Cosimo Matassa, deze keer voor het DeLuxe-label. Het nummer werd in september 1947 gepubliceerd en bereikte een 13e plaats in de r&b-hitlijst. Echter nu erkende Harris de capaciteiten van het nummer, nam het ook op en maakte van het nummer in mei 1948 een nummer 1-hit in de r&b-hitlijst. Elvis Presley, toentertijd nog onder contract bij Sun Records, nam het nummer met een authentieke r&b-shout zangstijl op in september 1954.
Met zijn groep Mighty Mighty Men trad Brown uiteindelijk overal in de Verenigde Staten op. Zijn vijfde single Long About Midnight voor DeLuxe Records bereikte in de r&b-charts de toppositie. Zijn eerste miljoenen-bestseller was het zelf geschreven Hard Luck Blues, opgenomen in april 1950. Verdere noemenswaardige titels zijn bijvoorbeeld Boogie at Midnight (september 1949) en Love Don't Love Nobody (juni 1950). Tot eind 1952 bleef hij bij DeLuxe, maar wisselde daarna naar King Records, dat voorheen door DeLuxe was verkregen. Zijn eerste single Travellin' Man bij dit label verscheen al in januari 1953. Deze en verdere 15 singles kwamen echter niet meer in de hitlijst. Dit lukte pas weer in 1956 na de wissel naar het grotere Imperial Records. Zijn versie van de Dave Bartholomew-compositie Let the Four Winds Blow, die door Bartholomew zelf in maart 1955 werd opgenomen en later door Fats Domino tot een rock-'n-roll-hit werd gemaakt, bereikte in mei 1957 de 5e plaats van de r&b-hitlijst en de top 40 van de pophitlijst (38e plaats). Een verdere plaatsing in de top 100 van de pophitlijst lukte Brown met zijn coverversie van de Buddy Holly-hit Party Doll. Onder Bartholomew als producent werden tussen 1956 en 1958 in totaal 20 nummers opgenomen, deels geproduceerd in de New Orleans-sound van de J&M-studios.
De overgang naar de rock-'n-roll lukte Brown dankzij zijn originele bluesstijl, die vooral een volwassen publiek en minder teenagers aansprak, die toentertijd de belangrijkste groep van de rock-'n-roll vormden, niet permanent. In 1970 diende zich een comeback aan, toen hij met Johnny Otis bij het Monterey Jazz Festival optrad en de daaruit ontstane lp presenteerde naast gevestigde artiesten als Roy Milton, Big Joe Turner, maar ook opkomende muzikanten als Shuggie Otis en Margie Evans. In 1978 publiceerde hij via zijn eigen label Faith Records de lp Cheapest Price in Town, die nieuwe composities bevatte en waarop naast ervaren studio- en livemuzikanten zoals de saxofonist Hollis Gilmore, Jimmy McCracklin en de drummer Charles Brown, ook de bekende gitarist Pee Wee Crayton als medemuzikanten fungeerden. In hetzelfde jaar toerde hij door Engeland.

## Overlijden
Roy Brown overleed in mei 1981 in San Fernando op 56-jarige leeftijd aan de gevolgen van een hartinfarct. In hetzelfde jaar werd hij opgenomen in de Blues Hall of Fame.

## Discografie

### Singles
Goldstar
- 1946: Deep Sea Diver / By Baby Bye

De Luxe Records
- 1946: Special Lesson No. 1 / Woman's A Wonderful Thing
- 1947: Good Rockin' Tonight / Lollipop Mama
- 1947: Roy Brown's Boogie / Please Don't Go
- 1947: Mighty Mighty Man / Miss Fanny Brown
- 1948: Long 'Bout Midnight / Whose Hat Is That (& His Mighty-Mighty Men)
- 1948: Fore Day In The Morning / Rainy Weather Blues (& His Mighty-Mighty Men)
- 1949: Rockin' At Midnight / Judgement Day Blues (& His Mighty-Mighty Men)
- 1949: Please Don't Go (Come Back, Baby) / Riding High (& His Mighty-Mighty Men)
- 1949: Boogie At Midnight / The Blues Got Me Again (& His Mighty-Mighty Men)
- 1950: Hard Luck Blues / New Rebecca (& His Mighty-Mighty Men)
- 1950: Love Don't Love Nobody / Dreaming Blues (& His Mighty-Mighty Men)
- 1950: Cadillac Baby / 'Long About Sundown (& His Mighty-Mighty Men)
- 1951: Train Time Blues / Big Town (& His Mighty-Mighty Men)
- 1951: Good Rockin' Man / Bar Room Blues (& His Mighty-Mighty Men)

King Records
- 1953: Travellin' Man / Hurry Hurry Back Baby
- 1953: Grandpa Stole My Baby / Money Can't Buy Love
- 1954: Trouble At Midnight / Bootleggin' Baby
- 1954: My Little Angel Child / She's Gone Too Long

Imperial Records
- 1957: Party Doll / I'm Sticking With You
- 1957: Let The Four Winds Blow / Diddy-Y-Diddy-O

- Bibsys: 8003992
- Biblioteca Nacional de España: XX1054022
- Bibliothèque nationale de France: cb13993276h (data)
- Gemeinsame Normdatei: 134849078
- International Standard Name Identifier: 0000 0000 5926 3607
- Library of Congress Control Number: n94086724
- MusicBrainz: 2054c4db-4d37-4748-a355-de7ee7a6d6fa
- Système universitaire de documentation: 084291397
- Virtual International Authority File: 61741629
- WorldCat: E39PBJkXqyThr64ktcXbFxkJjC